# Ƀ
La Ƀ con barra (minúscula: ƀ) es una letra del alfabeto latino, formada a partir de una B con una barra, que puede cruzar su ascendente o el hueco inferior. Se utiliza como símbolo fonético para representar el sonido [ β ].
⟨Ƀ⟩ es también una letra de los alfabetos de los idiomas rade, jarai y katu de Vietnam, la ortografía panamian del embera del norte y se utiliza en los textos estandarizados en sajón antiguo para [v], así como en las formas reconstruidas del protogermánico.

## Unicode
La forma minúscula ha estado presente en Unicode desde la versión 1 (1991), pero la forma mayúscula no se agregó hasta la versión 5 (2006).
| Carácter      | Ƀ                                  | Ƀ                                  | ƀ                                | ƀ                                |
| ------------- | ---------------------------------- | ---------------------------------- | -------------------------------- | -------------------------------- |
| Unicode       | LATIN CAPITAL LETTER B WITH STROKE | LATIN CAPITAL LETTER B WITH STROKE | LATIN SMALL LETTER B WITH STROKE | LATIN SMALL LETTER B WITH STROKE |
| Codificación  | decimal                            | hex                                | decimal                          | hex                              |
| Unicode       | 579                                | U+0243                             | 384                              | U+0180                           |
| UTF-8         | 201 131                            | C9 83                              | 198 128                          | C6 80                            |
| Ref. numérica | &#579;                             | &#x243;                            | &#384;                           | &#x180;                          |

## Bitcoin
Antes de la introducción en Unicode del símbolo monetario de los bitcoin, ₿ (U + 20BF) se representaba esta criptomoneda con el símbolo del baht tailandés, ฿ (U + 0E3F). Sin embargo, este uso podía provocar confusión con el baht, por lo que como Ƀ no tenía otros usos relacionados con divisas se llegó a proponer como sustituto.